# Edificio del Parque de Bomberos (Alcoy)
El Edificio del Parque de Bomberos, situado en la calle Gonçal Barrachina números 6 y 8 de la ciudad de Alcoy (Alicante), España, es un edificio privado de estilo modernismo valenciano construido en el año 1915, que fue proyectado por el arquitecto Vicente Pascual Pastor.

## Descripción
Situado próximo a la plaza de España, fue construido a instancias de la compañía de seguros La Unión Alcoyana, mercantil que gestionaria la extinción de incendios desde el año 1888 hasta 1955. Actualmente el edificio sigue siendo propiedad de la misma empresa.
De arquitectura singular, supone un importante legado para la comprensión de la industrialización de la ciudad de Alcoy. El edificio sigue las directrices del estilo  modernista art nouveau. Consta de planta baja y una altura. En él destaca su ornamentación en piedra y su disposición simétrica.
En la ornamentación del edificio es muy posible que trabajase el escultor Ramón Ruiz, que también intervino en la Casa del Pavo.